# President de la República Dominicana
El President de la República Dominicana és el cap d'Estat i de Govern de la República Dominicana. El sistema presidencial es va establir el 1844, després de la proclamació de la república. El càrrec correspon a la més alta magistratura del país, al funcionari públic de major jerarquia i a la figura política més destacada de la nació. El President de la República Dominicana encapçala i exerceix el poder executiu de la nació i és el comandant en cap de les Forces Armades, la Policia Nacional i els organismes de seguretat de l'estat.
El President de la República Dominicana rep el tracte protocol·lari d'Excel·lentíssim Senyor President o La seva Excel·lència, durant el seu mandat. El seu domicili oficial és el Palau Nacional.
La Constitució vigent de la República Dominicana (modificada la darrera vegada el 2010) estableix els requisits, els drets i les obligacions que ha de complir el President de la República.
En l'actualitat, el càrrec és exercit per un període de quatre anys sense possibilitat de reelecció immediata. Després d'un període constitucional, com a mínim, qui hagi exercit el càrrec pot tornar-se a postular. El canvi de comandament es realitza cada quatre anys, el 16 d'agost, que és el dia de la Restauració de la República i, per tant, dia festiu nacional.
L'actual President de la República és Danilo Medina Sánchez, del Partit de Liberación Dominicana (PLD), per al període 2012-2016, succeint a Leonel Fernández.

## Facultats del president de la República Dominicana
Les facultats i poders del president de la República emanen de la Constitució, assignant-li deures com a Cap d'Estat i Cap de Govern, entre els quals estan:
- És el Cap de l'Administració Pública, Cap Suprem i Comandant en Cap de les Forces Armades, la Policia Nacional i els organismes de seguretat de l'Estat.
- Nomenar els ministres i Vice-ministres del Govern, acceptar les seves renúncies i remoure'ls, així com nomenar altres càrrecs oficials la nominació no siga facultat d'un altre Poder de l'Estat reconegut per la Constitució de la República o les lleis.
- Promulgar i fer publicar les lleis i resolucions del Congrés Nacional i tenir cura del seu fidel execució. Expedir reglaments, decrets i instruccions quan sigui necessari.
- Dirigeix la Política Exterior del País.
- És el responsable de vetllar per la bona recaptació i fidel inversió de les rendes nacionals.
- Nomenar, amb l'aprovació del Senat, els membres del Cos Diplomàtic, acceptar les seves renúncies i remoure'ls.
- Rebre als caps d'Estat estrangers i als seus representants.
- Presidir tots els actes solemnes de la Nació, dirigir les negociacions diplomàtiques i celebrar tractats amb les nacions estrangeres o organismes internacionals, i ha sotmetre'ls a l'aprovació del Congrés, sense la qual cosa no tindran validesa ni obligaran a la República.
- Disposar, en tot temps, com concerneixi a les Forces Armades de la Nació, enviar-les per si mateix o per mitjà de la persona o persones que designi per a fer-ho, conservant sempre la seva condició de Cap Suprem d'aquestes, fixar el nombre d'aquestes forces i disposar d'elles per a fins del servei públic.
- Dipositar davant el Congrés Nacional, en iniciar la primera Legislatura Ordinària el 27 de febrer de cada any, un missatge acompanyat de les memòries dels Ministres del Govern, en el qual donarà compte de la seva administració l'any anterior.
- Sotmetre al Congrés, durant la segona legislatura ordinària, el projecte de Pressupost d'Ingressos i Llei de despeses Públics corresponents a l'any següent.
- Concedir indult, total o parcial, pur i simple o condicional, en els dies 27 de febrer, 16 d'agost i 23 de desembre de cada any, d'acord amb la llei.
- Prohibir, quan ho estimi convenient a l'interès públic, l'entrada d'estrangers en el territori nacional.
- Determinar tot el relatiu a l'habilitació de ports i costes marítimes.